# Karl Treumann

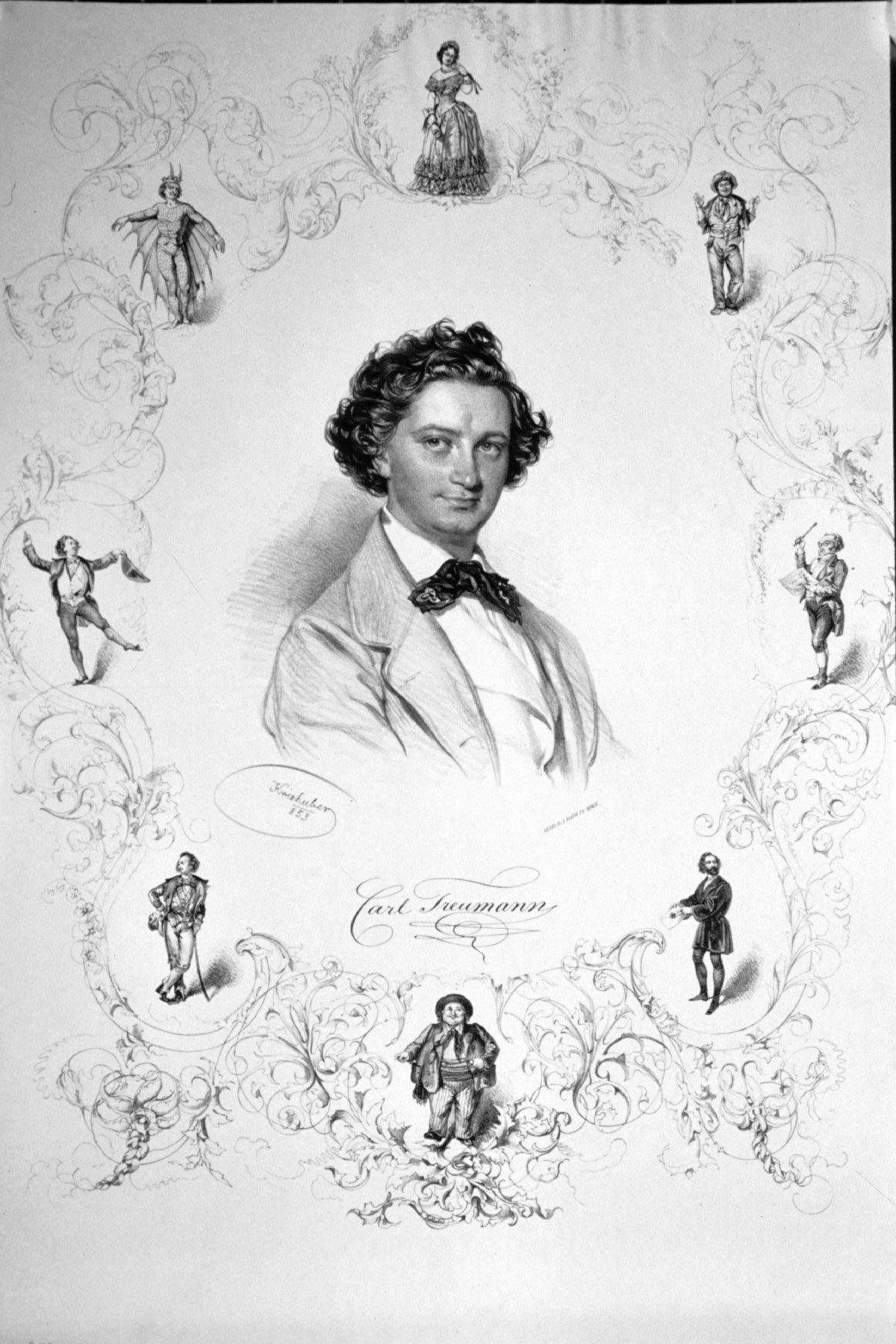
Karl Treumann, Lithographie von Josef Kriehuber, 1853

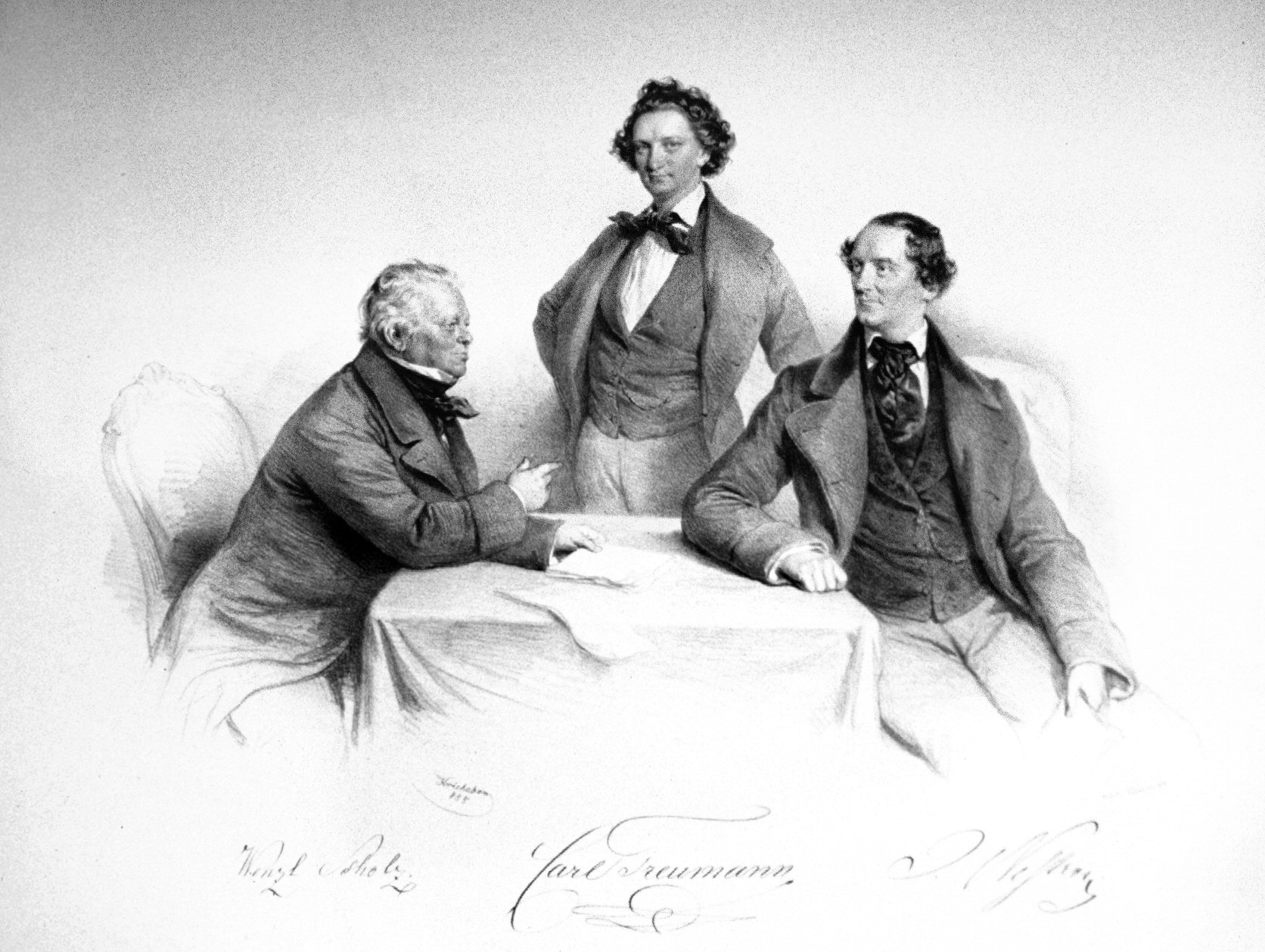
Karl Treumann mit Wenzel Scholz und Johann Nestroy, Lithographie von Josef Kriehuber, 1855

Matthias Karl Ludwig Treumann (* 27. Juli 1823 in Hamburg; † 18. April 1877 in Baden bei Wien) war ein österreichischer Schauspieler, Operettensänger (Tenor), Theaterleiter und Schriftsteller.

## Leben
Nach einer Buchdruckerlehre in Hamburg ging er 1841 ans deutsche Theater in Pest, wo schon seine Brüder tätig waren. Um einer drohenden Einberufung zum Militär in Hamburg zu entgehen, schloss er sich einer wandernden Theatertruppe in Siebenbürgen an. 1843–1845 wirkte er wieder mit Erfolg in Pest. 1847 wurde er auf Empfehlung von Franz von Suppè für das Theater an der Wien engagiert.
1852 wechselte er zum Carltheater in Wien, das unter der Direktion von Carl Carl stand, wo er mit Johann Nestroy und Wenzel Scholz auftrat. Zuerst war Nestroy durch das Engagement von Treumann stark irritiert, da er dadurch seine Position gefährdet sah. Bald aber stellte sich ein hervorragendes Einvernehmen zwischen Nestroy, Treumann und Wenzel Scholz ein. Treumann war bekannt für sein Talent, berühmte Personen und Kollegen nachzuahmen. Eine weitere seiner Spezialitäten war das Couplet mit zeit- und lokalgeschichtlichem Hintergrund.
1860 übernahm er die Leitung des Carltheaters. Der triumphale Erfolg von Jacques Offenbachs Orpheus in der Unterwelt, in seiner Adaption mit Nestroy als Jupiter legte den Grundstein für die Entwicklung der Wiener Operette. Um der hohen Pacht der neuen Besitzer des Carltheaters zu entgehen, an der schon Nestroy als Direktor gescheitert war, begann er 1860 das Theater am Franz-Josefs-Kai („Kaitheater“ oder „Treumann-Theater“) zu erbauen, das er bis zu dessen Zerstörung durch einen Brand 1863 leitete. 1863–1866 war er neuerlich Direktor des Carltheaters.
Treumann unternahm viele gut dotierte Gastspielreisen, die ihn nach Hamburg, Berlin, Prag, Lemberg, Budapest und Brünn führten, und erwarb auf diesem Wege ein bedeutendes Vermögen. Er erlangte auch Ansehen als Übersetzer von Operettentexten (zu Werken von Offenbach). Auch schrieb er das Libretto zur Operette Prinz Methusalem für Johann Strauss (Sohn).
Karl Treumann, dessen erste Ehefrau Maria bereits 1863 verstorben war, erlag in den Morgenstunden des 18. April 1877 in der (heute noch bestehenden) Villa in der Helenenstraße 5 einem Schlaganfall. Der Leichnam wurde auf dem alten Döblinger Friedhof erstbestattet; nach Exhumierung erfolgte am 21. Oktober 1891 die Endbestattung auf dem Heiligenstädter Friedhof (Grabstelle A/TO/24).